# Pierre Berton
Pierre Berton (12 lipca 1920 – 30 listopada 2004), pisarz kanadyjski, autor 50 książek z historii Kanady, dziennikarz i osobowość telewizyjna. Pisał o historii i kulturze Kanady, religii, a także utwory popularne dla młodzieży i dzieci.
Wychowywał się na terytorium Yukon, w czasie studiów pracował jednocześnie w kopalni w Klondike. Cztery lata służył w armii. W wieku 21 lat rozpoczął pracę dziennikarza w Vancouver. Od 1947 mieszkał w Toronto, gdzie był m.in. redaktorem w popularnym tygodniku „Maclean's Magazine”. Pracował także dla innych pism („Toronto Star”), a także dla telewizji CBC. Przez kilkanaście lat (1962–1973) prowadził popularny program telewizyjny The Pierre Berton Show, następnie inne programy – My Country, The Great Debate, Heritage Theatre, The Secret of My Success, The National Dream. Jest uważany za jednego z najważniejszych popularyzatorów historii Kanady.
Był m.in. kanclerzem Yukon College, laureatem szeregu doktoratów honorowych i nagród literackich (m.in. trzykrotnie Nagrody Gubernatora Generalnego). W 1986 został odznaczony Orderem Kanady, wpisano go do Canada's Walk of Fame (1998), a w 2004 znalazł się na 31. miejscu w plebiscycie na najwybitniejszego Kanadyjczyka (wygranym przez polityka Tommy Douglasa). Miesiąc przed śmiercią otwarto bibliotekę jego imienia w Vaughan (Ontario).
Niektóre książki:
- 1967: The Last Good Year (1997)
- Attack on Montreal (1995)
- The Battle of Lake Erie (1994)
- The Comfortable Pew: An examination of hypocrisy in religion (1965)
- Farewell to the Twentieth Century (1996)
- Flames Across the Border (1981)
- The Great Depression (1990)
- The Invasion of Canada (1980)
- Marching As To War (2001)
- My Country: stories from Canadian history (na podstawie programu telewizyjnego)
- My Times: Living With History 1917-1995 (1995)
- The National Dream, The Last Spike, Klondike, The Promised Land (historia Kanady Zachodniej w czterech częściach)
- The Smug Minority (1968)
- Vimy (1986)